# Marca TV
Pour les articles homonymes, voir Marca.
Marca TV était une chaîne de télévision espagnole thématique appartenant aux groupes Unidad Editorial. Gestora de Inversiones Audiovisuales La Sexta est le fournisseur des programmes. Elle diffuse 24 heures sur 24 de l'information sportive et détenait les droits de diffusion de l'Euroligue de basket-ball.
Elle a fermé ses portes le 30 juin 2013 à la suite d'un changement de réglementations du gouvernement espagnol sur la propriété des chaînes.